# Чубола-Наволок
Чубола-Наволок (рос. Чубола-Наволок) — присілок в Приморському районі Архангельської області Російської Федерації.
Населення становить 25 осіб. Входить до складу муніципального утворення Островне поселення.

## Історія
Від 2004 року входить до складу муніципального утворення Островне поселення.

## Населення
| 2002 | 2010 | 2012 |
| ---- | ---- | ---- |
| 60   | ↘8   | ↗25  |